# CZW 127
Das CZW 127 ist ein Anti-materiel rifle des tschechischen Herstellers Czech Weapons (ČZW), einer Tochterfirma der Česká zbrojovka in Uherský Brod, im Kaliber 12,7 × 108 mm.

## Beschreibung
Das CZW 127 ist ein Rückstoßlader mit einem patentierten verzögerten Masseverschluss mit Hebelübersetzung. Der Rückstoß soll nach Angabe des Herstellers daher wesentlich geringer als der anderer Waffen im Kaliber 12,7 mm sein, wodurch auf eine Mündungsbremse verzichtet werden konnte. Ebenso soll die Waffe wesentlich leichter als andere Anti-materiel rifles dieses Kalibers sein.
Die Waffe verfügt über einen beidseitigen Spannhebel. Das Verschlussgehäuse klappt nach oben vorn auf, anstelle einer einzigen großen Rückholfeder besitzt die Waffe zwei kleinere in Parallelanordnung.
Am Verschlussgehäuse ist ein Tragegriff angebracht, das Zweibein ist direkt am Lauf befestigt. Die Schulterstütze kann um 90° nach unten abgeklappt und als Erdsporn verwendet werden.
Die Waffe ist modular aufgebaut und kann daher auf einfache Weise modifiziert und auf das NATO-Kaliber 12,7 × 99 mm umgestellt werden.

## Nutzerstaaten
Tschechische Republik Tschechische Armee